# Canton de Millau-2
Cet article possède un paronyme, voir Canton de Millau.
Le canton de Millau-2 est une circonscription électorale française du département de l'Aveyron, créée par le décret du 21 février 2014 et entrée en vigueur lors des élections départementales de 2015.

## Histoire
Un nouveau découpage territorial de l'Aveyron entre en vigueur en mars 2015, défini par le décret du 21 février 2014, en application des lois du 17 mai 2013 (loi organique 2013-402 et loi 2013-403). Les conseillers départementaux sont, à compter de ces élections, élus au scrutin majoritaire binominal mixte. Les électeurs de chaque canton élisent au Conseil départemental, nouvelle appellation du Conseil général, deux membres de sexe différent, qui se présentent en binôme de candidats. Les conseillers départementaux sont élus pour 6 ans au scrutin binominal majoritaire à deux tours, l'accès au second tour nécessitant 12,5 % des inscrits au 1er tour. En outre la totalité des conseillers départementaux est renouvelée. Ce nouveau mode de scrutin nécessite un redécoupage des cantons dont le nombre est divisé par deux avec arrondi à l'unité impaire supérieure. En Aveyron, le nombre de cantons passe ainsi de 46 à 23. Le canton de Millau-2 fait partie des 21 nouveaux cantons du département, deux cantons conservant leur dénomination (Saint-Affrique et Villefranche-de-Rouergue).

## Représentation
| Période élective | Période élective | Mandat | Mandat       | Identité               | Nuance | Nuance | Qualité |
| ---------------- | ---------------- | ------ | ------------ | ---------------------- | ------ | ------ | --- |
| 2015             | 2021             | 2015   | 2021         | Sylvie Ayot            |        | UDI    | Directeur financier manager de projets Deuxième adjointe au maire de Millau jusqu'en 2020                                                                                          |
| 2015             | 2021             | 2015   | 2021         | Jean-François Galliard |        | UDI    | Ex directeur des Services Fiscaux, Conservateur des hypothèques honoraire Président du Conseil départemental depuis le 24 janvier 2017 Ancien conseiller général du Canton de Nant |
| 2021             | 2028             | 2021   | en cours     | Jean-François Galliard |        | UDI    | Conseiller sortant |
| 2021             | 2028             | 2021   | 2023 (décès) | Karine Orcel           |        | DVD    | Chef d'entreprise à Millau |

### Résultats détaillés

#### Élections de mars 2015
À l'issue du premier tour des élections départementales de 2015, deux binômes sont en ballottage : Sylvie Ayot et Jean-François Galliard (UDI, 27,66 %) et Emmanuelle Gazel et Thierry Perez Lafont (PS, 27 %). Le taux de participation est de 53,55 % (5 553 votants sur 10 370 inscrits) contre 59,71 % au niveau départemental et 50,17 % au niveau national.
Au second tour, Sylvie Ayot et Jean-François Galliard (UDI) sont élus avec 53,75 % des suffrages exprimés et un taux de participation de 53,37 % (2 619 voix pour 5 533 votants et 10 367 inscrits).

#### Élections de juin 2021
Le premier tour des élections départementales de 2021 est marqué par un très faible taux de participation (33,26 % au niveau national). Dans le canton de Millau-2, ce taux de participation est de 37,63 % (3 838 votants sur 10 199 inscrits) contre 43,28 % au niveau départemental. À l'issue de ce premier tour, deux binômes sont en ballottage : Valentin Artal et Solveig Letort (Union à gauche avec des écologistes, 35,58 %) et Jean-François Galliard et Karine Orcel (Union au centre et à droite, 35,3 %).
Le second tour des élections est marqué une nouvelle fois par une abstention massive équivalente au premier tour. Les taux de participation sont de 34,3 % au niveau national, 39,56 % dans le département et 39,05 % dans le canton de Millau-2. Jean-François Galliard et Karine Orcel (Union au centre et à droite) sont élus avec 52,13 % des suffrages exprimés (1 917 voix pour 3 981 votants et 10 195 inscrits),,.

## Composition
| Nom                            | Code Insee | Intercommunalité            | Superficie (km2) | Population (dernière pop. légale)                | Densité (hab./km2) | Modifier                                    |
| ------------------------------ | ---------- | --------------------------- | ---------------- | ------------------------------------------------ | ------------------ | ------------------------------------------- |
| Millau (bureau centralisateur) | 12145      | CC de Millau Grands Causses | 168,23           | Fraction : 10 582 (2022) Commune : 21 859 (2022) | 130                | modifier les données · modifier les données |
| Aguessac                       | 12002      | CC de Millau Grands Causses | 17,64            | 924 (2022)                                       | 52                 | modifier les données · modifier les données |
| Compeyre                       | 12070      | CC de Millau Grands Causses | 10,36            | 526 (2022)                                       | 51                 | modifier les données · modifier les données |
| Nant                           | 12168      | CC Larzac et Vallées        | 109,40           | 1 017 (2022)                                     | 9,3                | modifier les données · modifier les données |
| Paulhe                         | 12178      | CC de Millau Grands Causses | 4,72             | 365 (2022)                                       | 77                 | modifier les données · modifier les données |
| Saint-Jean-du-Bruel            | 12231      | CC Larzac et Vallées        | 37,23            | 665 (2022)                                       | 18                 | modifier les données · modifier les données |
| Canton de Millau-2             | 1212       |                             |                  | 14 079 (2022)                                    |                    | modifier les données                        |

Le canton de Millau-2 est composé de :
1. cinq communes entières,
2. la fraction de la commune de Millau non incluse dans le canton de Millau-1.

## Démographie
En 2022, le canton comptait 14 079 habitants, en évolution de −3,24 % par rapport à 2016 (Aveyron : +0,37 %, France hors Mayotte : +2,11 %).
| 2013   | 2018   | 2022   |
| ------ | ------ | ------ |
| 14 685 | 14 066 | 14 079 |